# Xarxa metabòlica

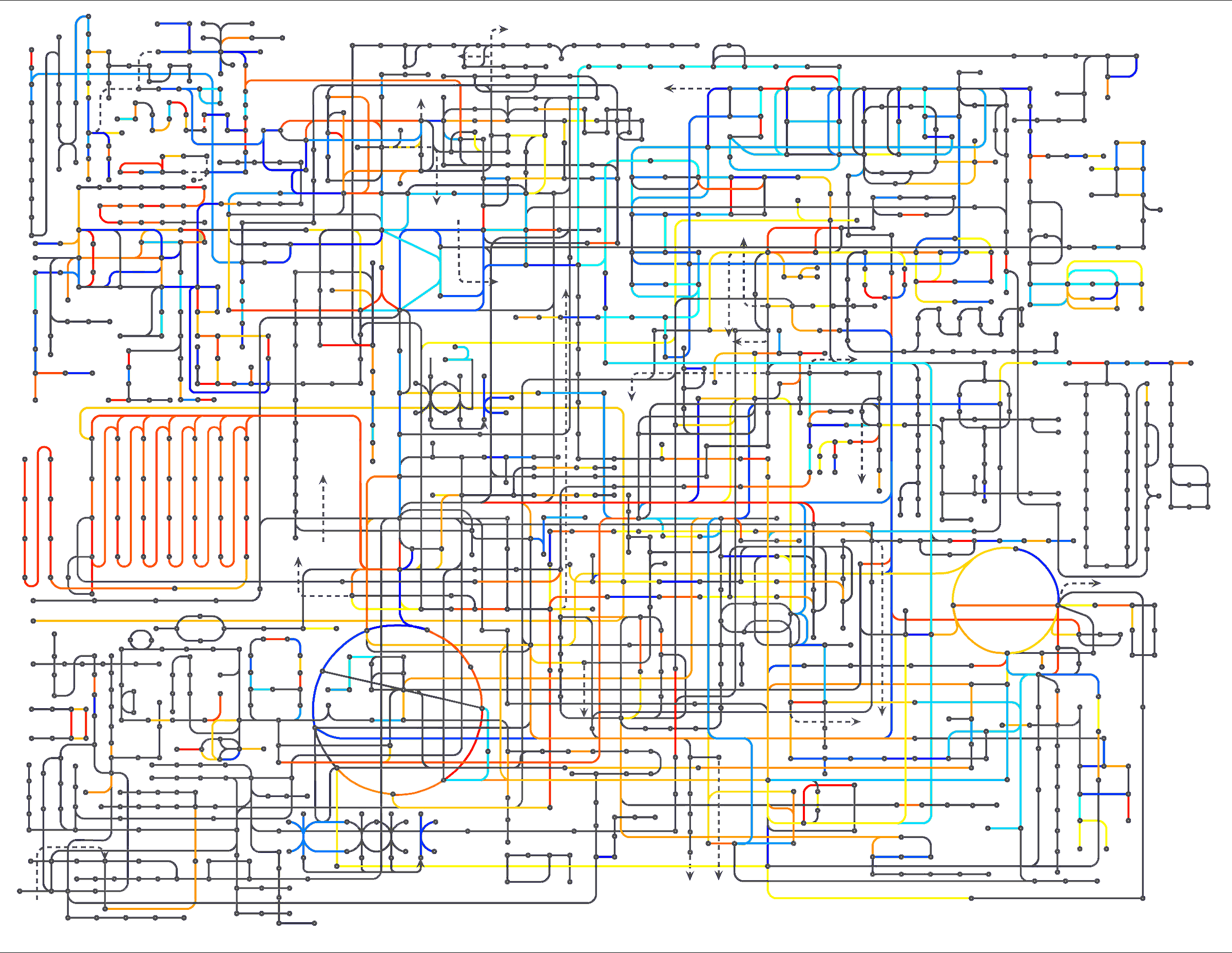
Representació simplificada del metabolisme humà en forma de xarxa metabòlica. Al centre a l'esquerra s'observa la beta oxidació d'àcids grassos, una mica per sota el cicle de Krebs i cap a la dreta el cicle de la urea.

Una xarxa metabòlica és un conjunt complet de processos físics i metabòlics que determinen les propietats d'una cèl·lula des del punt de vista bioquímic i fisiològic. Per tant, aquestes xarxes comprenen les reaccions químiques de l'organisme tant com les interaccions de regulació que guien aquestes reaccions.
Amb la seqüenciació de genomes complets, actualment és possible de reconstruir la xarxa de reaccions bioquímiques en molts organismes, des de bacterians a humans.
Les xarxes metabòliques són eines poderoses per estudiar el metabolisme i el seu modelatge.